# 이시카와 후사나가 (1605년)
이시카와 후사나가(일본어: 石川総長, 1605년 ~ 1661년 12월 13일)는 이세 간베번 초대 번주이다. 이세 가메야마 번 지번 이시카와 분가(伊勢亀山藩石川家支藩) 시조.
제제번주 이시카와 다다후사의 차남으로 오다와라에서 태어났다.
| 전임 막부령(히토쓰야나기 나오모리) | 제1대 간베번 번주 (이시카와가) 1660년 ~ 1661년 | 후임 이시카와 후사요시 |